# 埃爾賽峰
8°56′22″N 70°43′14″W / 8.9394444°N 70.7205556°W
埃爾賽峰（西班牙語：Cerro El Say），是委內瑞拉的山峰，位於該國西部梅里達州，屬於梅里達內華達山脈中庫拉塔山脈的一部分，處於拉庫拉塔山脈國家公園，海拔高度3,726米。